# Stanići (żupania splicko-dalmatyńska)
Stanići – wieś w Chorwacji, w żupanii splicko-dalmatyńskiej, w mieście Omiš. W 2011 roku liczyła 534 mieszkańców.